# Dirt (앨리스 인 체인스의 음반)
| 전문가 평가                   | 전문가 평가 |
| 평가 점수                     | 평가 점수   |
| 출처                          | 점수        |
| ----------------------------- | ----------- |
| AllMusic                      | [ 8 ]       |
| Chicago Tribune               | [ 9 ]       |
| Christgau's Consumer Guide    | B           |
| Entertainment Weekly          | A           |
| Far Out Magazine              | [ 12 ]      |
| Kerrang!                      | 5/5         |
| Pitchfork                     | 8.7/10      |
| Q                             | [ 15 ]      |
| The Rolling Stone Album Guide | [ 16 ]      |
| Spin Alternative Record Guide | 7/10        |
| Vox                           | 8/10        |

《Dirt》는 미국의 록 밴드 앨리스 인 체인스의 두 번째 스튜디오 음반으로, 1992년 9월 29일, 컬럼비아 레코드를 통해 발매되었다. 이 음반은 밴드의 네 명의 원년 멤버가 모두 참여한 마지막 작품으로, 베이시스트 마이크 스타는 음반 발매 이후 진행된 투어 도중인 1993년 1월에 해고되었다.
음반의 대부분 곡은 기타리스트 제리 캔트렐이 작곡하였으나, 보컬리스트 레인 스테일리가 처음으로 단독 작곡한 두 곡 〈Hate to Feel〉, 〈Angry Chair〉가 수록되었으며, 이 두 곡에서는 스테일리가 기타 연주도 맡았다. 수록곡 〈Iron Gland〉에는 슬레이어의 톰 아라야가 보컬로 참여하였다.
이 음반의 가사는 우울, 고통, 분노, 반사회적 성향, 인간관계, 마약 중독 (주로 헤로인), 전쟁, 죽음 등 감정적으로 격한 주제들을 다루고 있다.

## 배경 및 녹음
《Dirt》의 녹음은 1992년 봄에 시작되었다. 프로듀서 데이브 저든은 밴드의 데뷔 음반 《Facelift》 작업에 참여한 이후 다시 한번 함께 작업하기를 원했고, 레인 스테일리의 가사와 목소리, 제리 캔트렐의 기타 리프를 높이 평가했다. 수록곡 〈Would?〉는 본 음반 제작에 앞서 릭 파라샤가 프로듀싱, 엔지니어링, 믹싱을 맡아 녹음되었으며, 1992년 영화 《클럽 싱글즈》의 사운드트랙에 먼저 수록되었다. 《Dirt》는 1992년 4월부터 7월까지 버뱅크의 엘도라도 레코딩 스튜디오, 시애틀의 런던 브리지 스튜디오, 로스앤젤레스의 원 온 원 스튜디오에서 녹음되었다.
《Dirt》는 무장하지 않은 흑인 운전자 로드니 킹을 구타한 장면이 카메라에 찍힌 사건과 관련해, 4명의 LAPD 경찰관이 무죄 판결을 받은 뒤 발생한 로스앤젤레스 폭동 동안 녹음되었다. 폭동은 녹음 첫날에 시작되었다. 밴드는 사건에 대한 평결이 발표되는 것을 TV로 보고 있었다. 캔트렐은 맥주를 사러 가게에 갔을 때 한 남자가 들어와 약탈을 시작하는 것을 보았다. 캔트렐은 또한 교통 체증에 갇힌 채 사람들이 서로를 차에서 끌어내 구타하는 장면도 목격했다. 밴드는 경찰의 폭력에 항의해 LA 시민들이 시위하는 와중에 다치지 않고 도시를 빠져나가려 했다. 그들은 슬레이어의 보컬리스트 톰 아라야를 데리고 조슈아트리 사막으로 가서 4~5일 정도 머물렀고, 상황이 진정되자 다시 스튜디오로 돌아와 음반 녹음을 시작했다.

## 발매 및 상업적 성과
1992년 9월, 발매 당시 《Dirt》는 빌보드 200 차트에서 최고 6위에 올랐으며, 102주 동안 차트에 머물렀고, 1994년 9월 24일에는 196위로 마감되었다. 《Dirt》는 앨리스 인 체인스에게 국제적인 인지도를 가져다주었으며, 이 음반은 미국에서 5배 플래티넘, 캐나다에서 플래티넘, 영국에서 골드 인증을 받았다. 2008년 기준으로, 이 음반은 미국에서 3,358,000장이 판매되었다. 리마스터된 재발매반은 2009년 11월 23일에 바이닐 형식으로 발매되었다.
이 음반은 2022년 9월 23일, 30주년 재발매반이 발매된 이후 빌보드 200 차트에서 다시 10위권 안으로 진입하며 9위를 기록했다.

## 곡 목록
| #   | 제목                                  | 작사·작곡                                   | 재생 시간 |
| --- | ------------------------------------- | ------------------------------------------- | --------- |
| 1.  | 〈Them Bones〉                        | 제리 캔트렐                                 | 2:30      |
| 2.  | 〈Dam That River〉                    | 캔트렐                                      | 3:09      |
| 3.  | 〈Rain When I Die〉                   | 캔트렐, 레인 스테일리, 숀 키니, 마이크 스타 | 6:01      |
| 4.  | 〈Down in a Hole〉                    | 캔트렐                                      | 5:38      |
| 5.  | 〈Sickman〉                           | 캔트렐, 스테일리                            | 5:29      |
| 6.  | 〈Rooster〉                           | 캔트렐                                      | 6:15      |
| 7.  | 〈Junkhead〉                          | 캔트렐, 스테일리                            | 5:09      |
| 8.  | 〈Dirt〉                              | 캔트렐, 스테일리                            | 5:16      |
| 9.  | 〈God Smack〉                         | 캔트렐, 스테일리                            | 3:56      |
| 10. | 〈Intro (Dream Sequence)/Iron Gland〉 | 톰 아라야, 캔트렐                           | 0:43      |
| 11. | 〈Hate to Feel〉                      | 스테일리                                    | 5:15      |
| 12. | 〈Angry Chair〉                       | 스테일리                                    | 4:48      |
| 13. | 〈Would?〉                            | 캔트렐                                      | 3:28      |

## 인증
| 국가                                                            | 인증        | 판매량/출하량 |
| --------------------------------------------------------------- | ----------- | ------------- |
| 오스트레일리아 (ARIA)                                           | 플래티넘    | 70,000        |
| 캐나다 (뮤직 캐나다)                                            | 플래티넘    | 100,000^      |
| 영국 (BPI)                                                      | 골드        | 100,000^      |
| 미국 (RIAA)                                                     | 5× 플래티넘 | 5,000,000     |
| ^출하량을 기반으로 한 인증 · 판매량+스트리밍을 기반으로 한 인증 |             |               |